# Rör inte min kompis
Rör inte min kompis (ursprungligen "Touche pas à mon pote") är en kampanj som startades 1985 i Frankrike av organisationen SOS Racisme. Kampanjen syftade till att motverka mobbning, främlingsfientlighet och rasism. Senare spred den sig även till andra länder.

## Sverige

### Kampanjen på 1980-talet

#### Bråket i taxikön
Iden att ta kampanjen till Sverige sägs ha kommit efter ett bråk i en taxikö nyårsnatten 1984—1985. Skildringarna av bråket skiljer sig åt.
Enligt kampanjens hemsida var det ett kompisgäng som skulle åka hem efter en fest när ett gäng svenska killar trängde sig före. En blev kallad "jävla svartskalle", en annan blev hotad.
Enligt journalisten Eva Franchell var det istället ett kompisgäng som skulle åka iväg på fest och där en av dem som var syrian hade lämnat kön för att gå fram och fråga vänner längre fram i kön efter adressen till festen. Ett gäng svenska killar hade uppfattat det som att han trängde sig före och slagsmål bröt ut.

#### SSU startar kampanjen
Alla i "kompisgänget" från nyårsnatten var medlemmar i SSU och det var Stockholms läns SSU-distrikt som startade kampanjen i Sverige.[källa behövs] Det var Leif Pagrotsky som ordnade tillståndet att använda handen.

#### Kampanjens storlek
Det såldes över en miljon knappar i Sverige.
I slutdebatten för riksdagsvalet i Sverige 1985 hade företrädarna för det socialistiska blocket en kampanjknapp på kavajslaget.
Under statsmimister Olof Palmes begravning 1986 bar samtliga barn i den stora barnkören en vit tröja med "Rör inte min kompis"-märket som tryck.
Serietidningen Bamse innehöll under samma årtionde klippbilder och/eller klistermärken med kampanjens slogan.[källa behövs]

### Senare kampanjer och verksamhet
Kampanjen återupptogs 2007 av SSU, KDU, LUF, och Grön ungdom i Stockholm. Kampanjen återupptogs som ett led i kampen mot ungdomsvåldet.[källa behövs]
Hösten 2008 delades två stipendium à 10 000 kronor ut i Kungsträdgården i Stockholm där stipendiaterna var Tommy Deogan och Exit.
År 2016 återupptogs kampanjen igen av Stockholms läns SSU-distrikt, denna gång under parollen att motverka främlingsfientlighet och rasism.[uppföljning saknas]

## Tyskland
Kampanjen spred sig även till Tyskland under mottot Mach meinen Kumpel nicht an och med en logotyp som liknar en gul hand. Kampanjen pågick fortfarande i början av 2000-talet i Tyskland. Bland annat arrangerades tävlingar och priser för bra arbete mot rasism utdelades. Kampanjen administreras sedan 2003 av Deutscher Gewerkschaftsbund (DGB), den tyska paraplyorganisationen för fackföreningar.